# HMS Birmingham (C19)
Pour les autres navires du même nom, voir HMS Birmingham.
Le HMS Birmingham est un croiseur léger de classe Town en service dans la Royal Navy pendant la Seconde Guerre mondiale.

## Historique

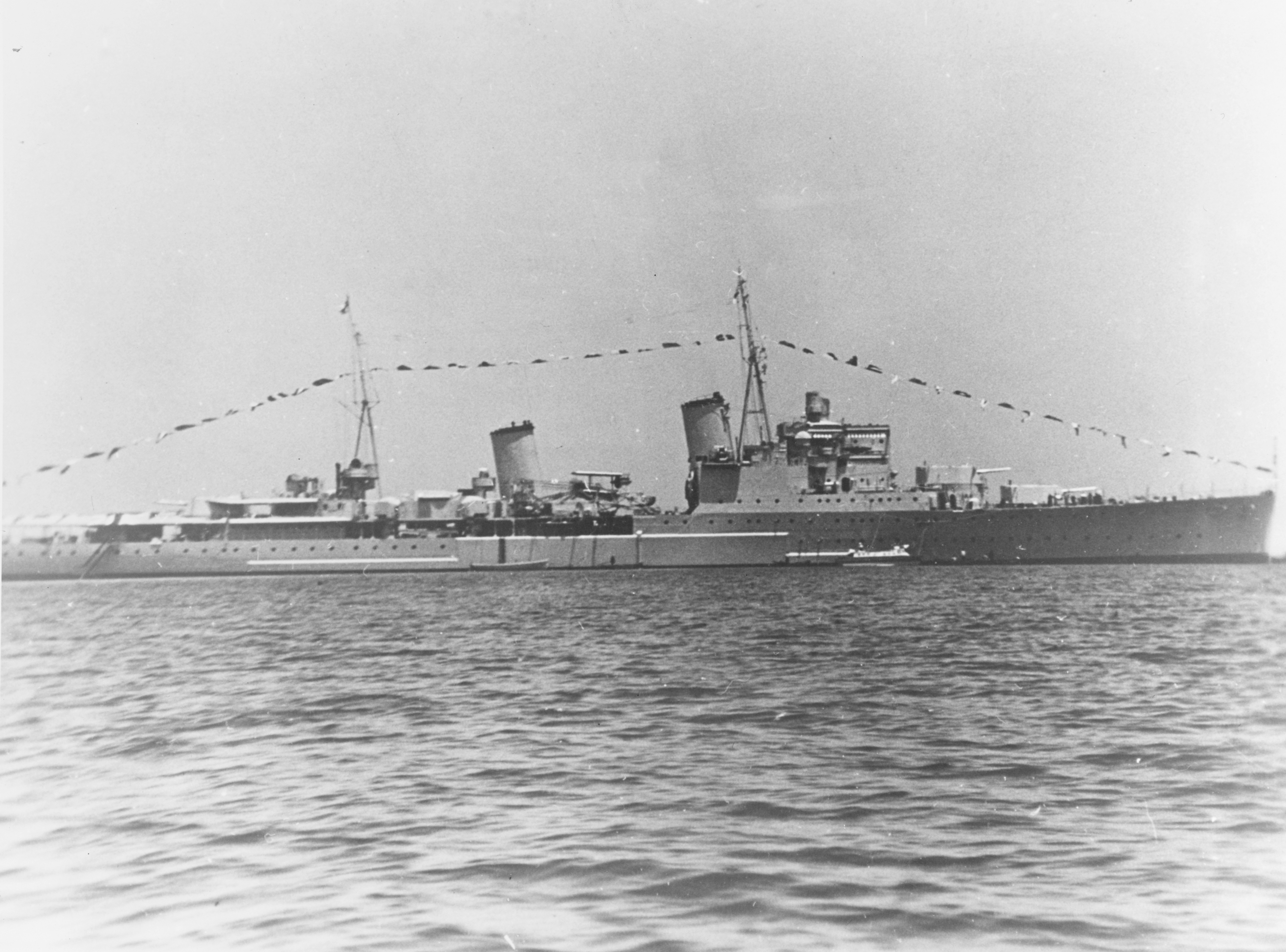
Le Birmingham vers 1938.

Peu après sa mise en service, le Birmingham rejoint le 5e escadron de croiseurs de la China Station en janvier 1938. Lorsque la Seconde Guerre mondiale éclate, le croiseur fait route à Malte pour une remise en état, avant de rejoindre la Home Fleet en mars–avril 1940. Il participe à la campagne norvégienne au cours duquel il patrouille au large de la côte de la Norvège et escorte à la mi-avril, en compagnie de ses sister-ships Manchester et Cairo, un convoi de troupes vers la Norvège. Le 26 avril, il bombarde et coule le patrouilleur Schiff 37 après qu'il est percuté et endommagé le destroyer Arrow au large de la Norvège. En mai, les Birmingham et Manchester évacuent 1 500 hommes de Åndalsnes avant de retourner au Royaume-Uni pour un réaménagement entre septembre et décembre 1940.
Au début de l'année 1941, il prend part à l'opération Rubble, puis de janvier à avril 1941, le Birmingham escorte des convois de troupes au Moyen-Orient, autour du cap de Bonne-Espérance. En mai, participe à la chasse du cuirassé Bismarck et du croiseur lourd Prinz Eugen. Il patrouille ensuite en zone GIUK avant d'escorter le convoi WS-9A du Royaume-Uni en Afrique du Sud qu'il atteint le 4 juillet 1941. Il entre ensuite en cale sèche au Selborne Graving Dock (en) à Simon's Town où il est équipé de radars Mk 284 et Mk 291 ainsi que plusieurs canons AA.
Après sa rénovation achevée en février 1942, le Birmingham est transféré dans l'Eastern Fleet, retournant en Afrique du Sud en mars. En juin, il rejoint la Méditerranée en tant que membre du 4e escadron de croiseurs sous le contre-amiral William Tennant. Il participe aux opérations Harpoon et Vigorous en faisant partie de la force de couverture des opérations alliées visant à ravitailler l'île de Malte. En mars, il est attaqué et endommagé par 15 Ju 87 et un avion italien Cant 1007. En septembre, il retourne dans l'océan Indien et participe à l'opération Ironclad. Le mois suivant, le Birmingham escorte un convoi jusqu'à la côte ouest de Mahajanga, où la 10e brigade d'infanterie débarque sous une couverture aérienne fournie par le porte-avions Illustrious.

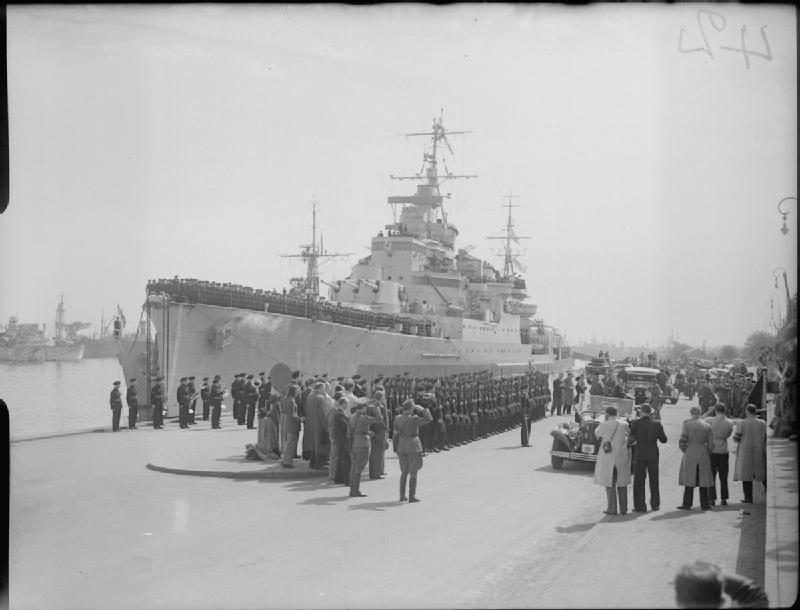
Le maréchal Montgomery saluant de sa voiture une garde d'honneur de Royal Marines du Birmingham. Le croiseur est amarré à quai en arrière-plan.

D'avril à octobre 1943, le Birmingham est de nouveau réaménagé au Royaume-Uni. Le 28 novembre, durant son transit dans la Méditerranée, il est torpillé par le sous-marin allemand U-407 au large de la Cyrénaïque. Gravement endommagé, il parvient à retourner à Alexandrie où des réparations temporaires sont effectuées. En juin 1944, il retourne aux États-Unis pour des réparations supplémentaires. En novembre 1944, le croiseur retourne dans les eaux territoriales pour rejoindre le 10e escadron de croiseurs à Scapa Flow.
En mai 1945, alors que la guerre touche à sa fin, une force composée des croiseurs Birmingham, Dido et de plusieurs destroyers fut chargée d'occuper les ports de la Baltique. La force traversa un barrage de mines allemandes au large du Skagerrak, atteignant Copenhague le 9 mai, et prenant le contrôle des croiseurs allemands Prinz Eugen et Nürnberg après leur reddition. Le 13 mai, le Birmingham fut remplacé par le Devonshire et retourna au Royaume-Uni.
Après la guerre, il est réaménagé à Portsmouth et servit dans les Indes orientales avec le 4e escadron de croiseurs jusqu'en 1950, comprenant une période dans le commandement de l'Atlantique Sud en 1948. Il fut déployé en Extrême-Orient en 1952 dans le 5e escadron de croiseurs, participant à la guerre de Corée, avant de rejoindre en 1955 la Mediterranean Fleet, étant navire amiral du 1er escadron de croiseurs. Il opéra dans la Home et Mediterranean Fleet jusqu'à son retrait du service à Devonport le 3 décembre 1959, étant le dernier de sa classe encore en service. Il fut vendu pour démolition en mars 1960 et arriva à Inverkeithing le 7 septembre 1960 pour y être démoli par la société Thos W Ward (en).

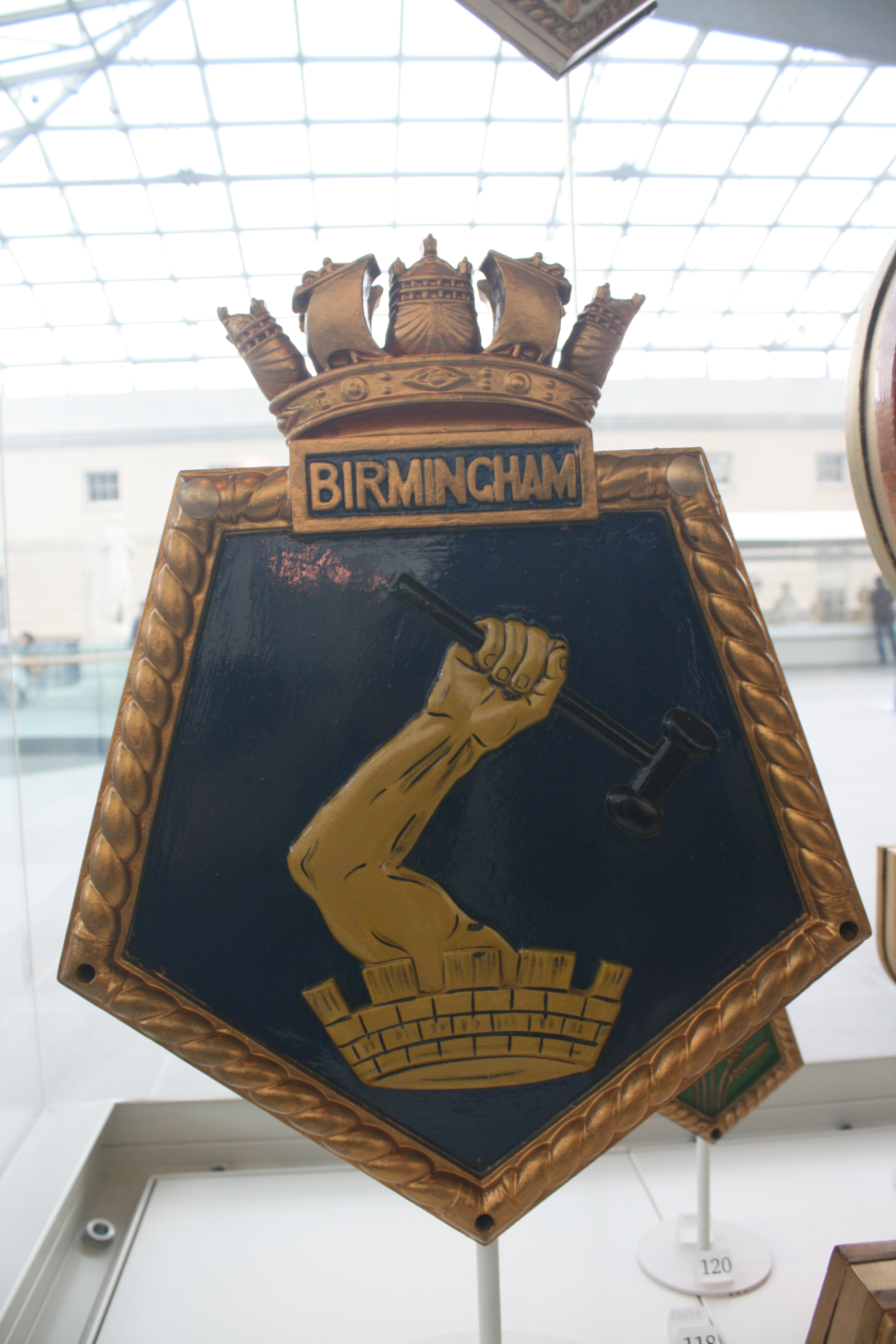
Badge du navire au National Maritime Museum.